# Mourtcha
Le département du Mourtcha est un des 2 départements composant la région d'Ennedi Ouest au Tchad (Ordonnance N° 027/PR/2012 du 4 septembre 2012). Son chef-lieu est Kalait.

## Subdivisions
Le département du Mourtcha est divisé en 2 sous-préfectures :
- Kalaït
- Torboul

## Administration
Liste des administrateurs :
Préfets du Mourtcha
- 2012 :  Geudé Ali
- 2013 :  Idriss Bouyin
- 2014 : xx